# Jonathan Knight
Jonathan Rashleigh Knight (Worcester, 29 de noviembre de 1968) es un cantante estadounidense. Durante 1984 y 1994, estuvo con su hermano menor Jordan Knight, Donnie Wahlberg, Joey McIntyre, y Danny Wood, en el grupo juvenil pop-R&B New Kids on the Block (NKOTB) y lograron vender más de 80 millones de discos en todo el mundo con temas como "Step by Step" entre muchas otras.
Knight tuvo una relación amorosa con la cantante Tiffany donde su grupo lo acompañaba.
A mediados de 1994, Jonathan Knight abandonó a NKOTB a causa de sus constantes ataques de pánico. Después, Jon se mudó a un rancho y empezó un nuevo camino en el negocio de la venta de bienes raíces.
En 2001 apareció en el programa de reality show The Oprah Winfrey Show con su hermano Jordan y revelaron que sufrieron ataques de pánico por muchos años.
A pesar de haber rechazado invitaciones para una reunión del grupo años atrás, en 2008, Jonathan aceptó reunirse con los New Kids on the Block para grabar un nuevo álbum y empezar una gira mundial.
En 2011 comenzó la gira con NKOTBSB, En 2013, NKOTB lanzó su álbum "10" en el cual Jon tiene solos en las canciones, "We Own To Night" y "Survive You".
En 2013 reconoció abiertamente su homosexualidad, y comenzó a salir públicamente con su actual novio Harley Rodríguez, con quien participó en "The Amazing Race".